# Abruzzo
Abruzzo (někdy také v plurálu Abruzzi) je kraj ve střední Itálii. Sousedí s Marche na severu, Laziem na západě a jihozápadě, Molise na jihovýchodě a Jaderským mořem na východě. Má rozlohu 10 794 km² a 1,3 miliónu obyvatel. Hlavním městem je L'Aquila. Region se rozděluje na 4 provincie: L'Aquila, Teramo, Chieti a Pescara. Abruzzo je bohatá na přírodní krásy i historii, ale teprve začíná být objevována turisty. Před sjednocením Itálie tvořila nejsevernější část Království obojí Sicílie.

## Historie Abruzza

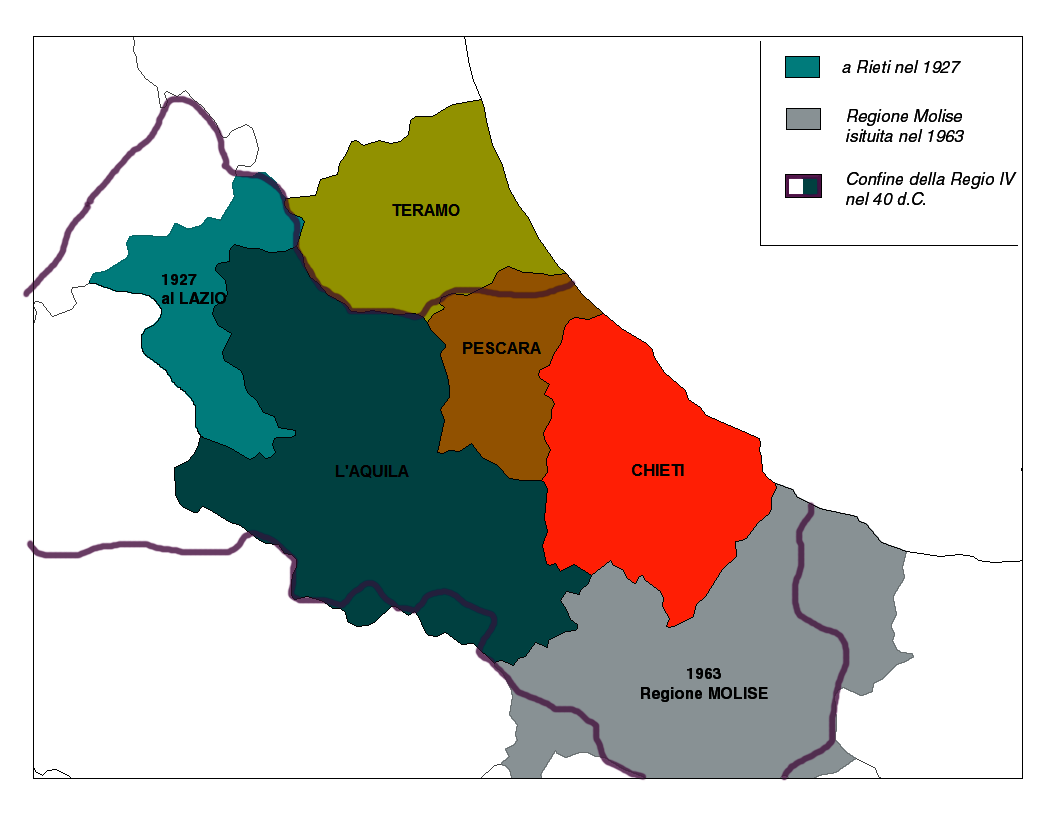
Historické změny hranic Abruzza

Oblast ve své historii několikrát měnila hranice. Od středověku rozdělená na dvě území, Abruzzo ulteriore (zadní) představovaná provincií Teramo a Abruzzo citeriore (přední), již spojená s oblastí Molise do regionu Abruzzi a Molise, ztrácí část území v provincii Rieti , kde přichází o oblast Cittaducale a Leonessa. Kopíruje přibližně antickou oblast Augustea regio IV, do které spadalo také území Sabinů od Nursia po Tivoli a Sannio a území pentro-karačenů z Isernia a Campobasso. Překvapivě dostala jméno po oblasti Praetuttii, dnes provincie Teramo, (Abruzzo, „Praetuzium“, odvozeno z Pretuzio), byla částí agustea regio V řečené Picenum.

## Geografie

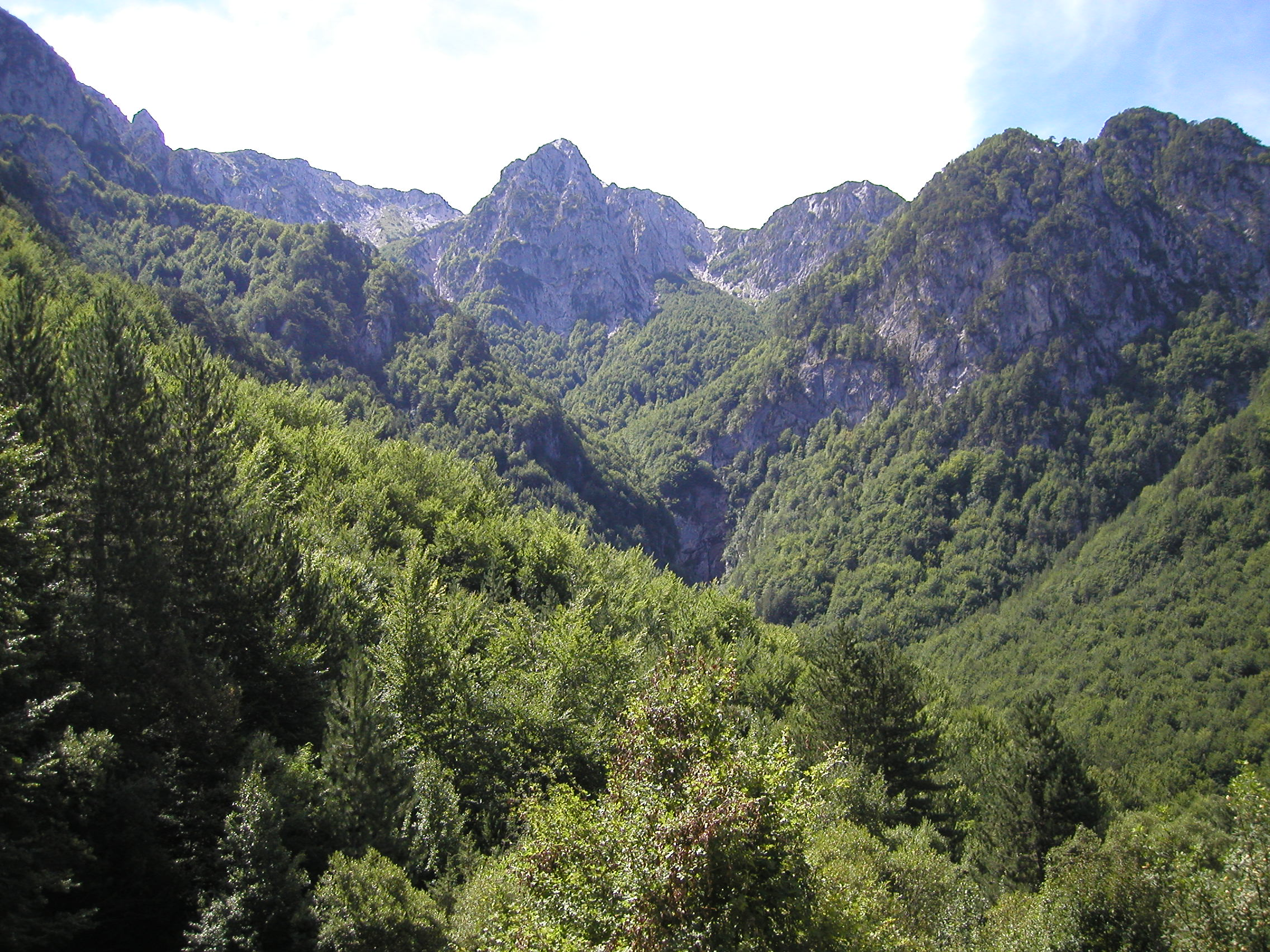
Camosciara, Národní park Abruzzo

Krajina Abruzza je převážně hornatá. Horské oblasti zaujímají 65% území Abruzza (což je 7 029 km²), 34% představuje oblast kopcovitá (3 766 km²), pouze 1% připadá na roviny a nížiny. Na více než polovině území Abruzza se rozkládají Střední Apeniny (vnitrozemí, západní část regionu), respektive jejich podskupina Abruzské Apeniny. Na severu leží pohoří Gran Sasso s nejvyšším vrcholem Apenin Corno Grande (2 912 m). Ještě severněji leží pohoří Monti della Laga, nejvyšší bod Monte Gorzano (2 458 m). Ve střední části Abruzzských Apenin se rozkládá pohoří Sirente-Velino, nejvyšší hora Monte Velino (2 487 m). Na jihovýchodě pak leží pohoří Majella, nejvyšší bod Monte Amaro (2 793 m). Směrem k pobřeží Jaderského moře přechází hory ve vrchovinu a kopcovitou krajinu známou pěstováním vinné révy a oliv. Nížinu na pobřeží tvoří pouze úzký pás. Na severu kraje jsou písčité pláže, na jihu oblázkové. Nejdůležitější vodní toky jsou Aterno-Pescara (135 km), Sangro (117 km), Vomano (75 km) a horská část Liri (40 km), která se vlévá do Tyrhénského moře. Největší jezero je Lago di Campotosto (14 km²).

### Podnebí
Abruzzské podnebí je silně ovlivněno masivem apeninského pohoří, které přibližně rozděluje klima na podnebí pobřežního pásu, podnebí apeninského podhůří a podnebí vysokohorského pásu. První dvě oblasti reprezentují typické středomořské podnebí, kde se teploty mění s rostoucí výškou (město Pescara, které má nadmořskou výšku okolo 10 m má průměrné teploty 15,5 °C a roční srážky jen lehce přesahují 700 mm, a Chieti, které se nachází v nadmořské výšce 330 m, již průměrné teploty přesahuji jen lehce 13 °C, ale roční srážky se tu pohybují okolo 900-1000 mm). V horských oblastech není žádnou zvláštností mráz a v zimních měsících může teplota spadnout i pod -20 °C .
| Místo    | Poloha  | Teplota průměrná zimní (°C) | Teplota průměrná letní (°C) | Srážky (mm) |
| -------- | ------- | --------------------------- | --------------------------- | ----------- |
| Pescara  | 42° 27' | 6,6                         | 23,9                        | 745         |
| Chieti   | 42° 21' | 5,2                         | 23,1                        | 1002        |
| Teramo   | 42° 21' | 5,0*                        | 24,0*                       | 750*        |
| L'Aquila | 42° 21' | 2,1                         | 21,8                        | 722         |
| Avezzano | 42° 21' | 2,5                         | 22,9                        | 817         |
| Sulmona  | 42° 22' | 3,9                         | 24,7                        | 600         |

### Chráněné oblasti

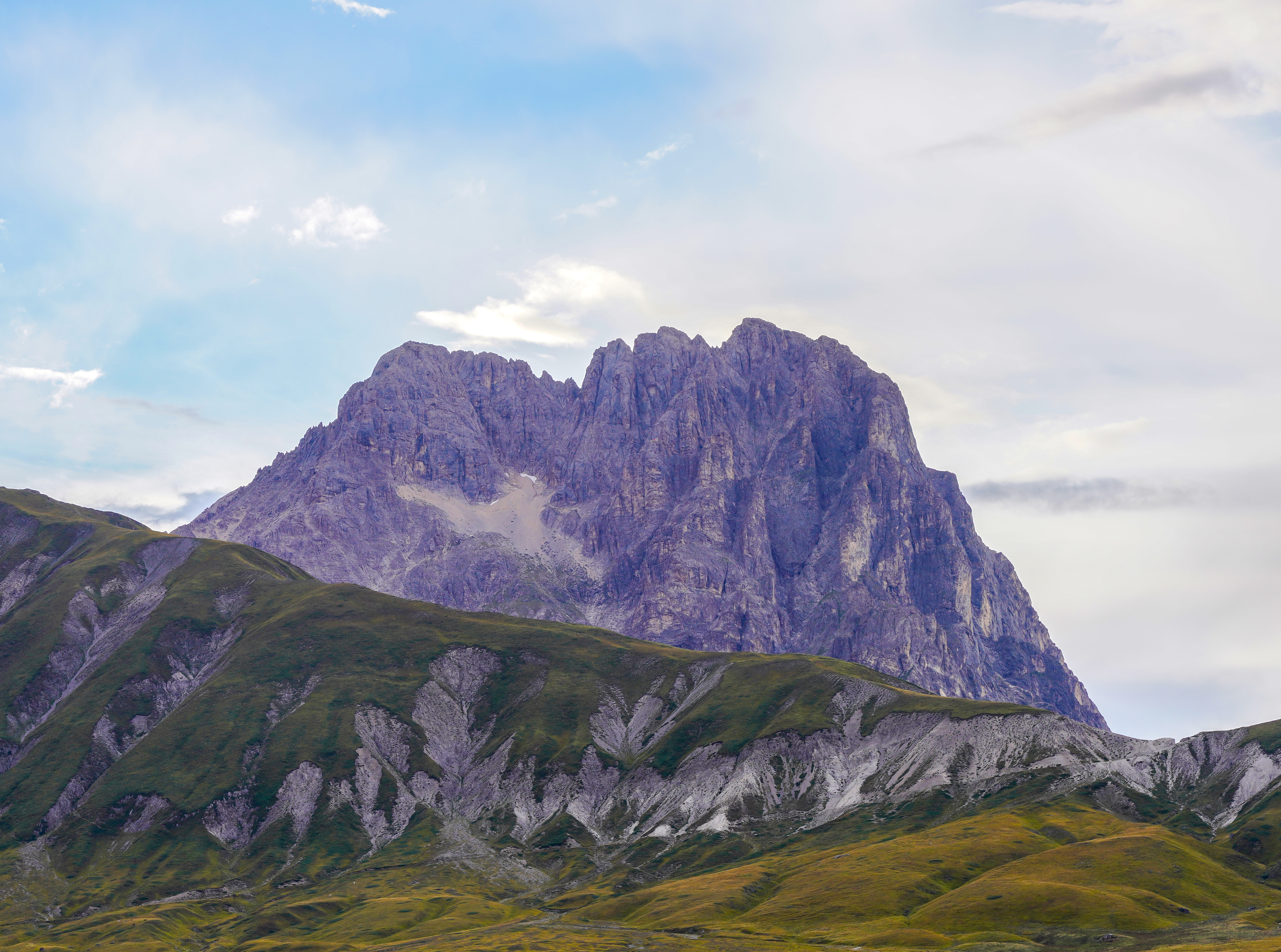
Gran Sasso

Majella

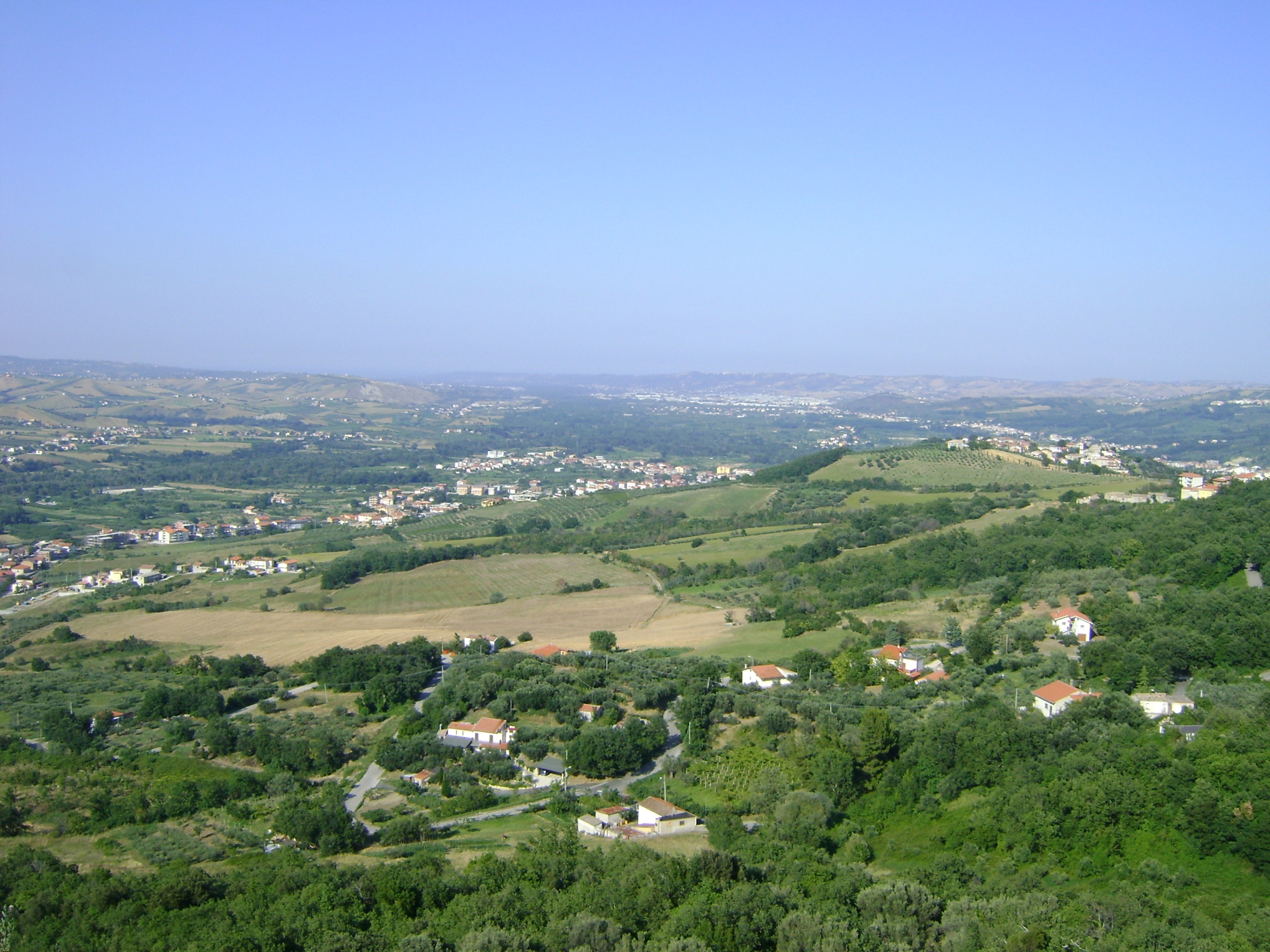
Val di Sangro, jih regionu

Abruzzo je bohatá na rozmanitou a vzácnou floru a faunu, jako je například medvěd hnědý, vlk apeninský nebo kamzík abruzzský. V teritoriu se nachází i několik parků a rezervací.
- Národní park Abruzzo, Lazio a Molise[1]
- Národní park Gran Sasso a Monti della Laga
- Národní park Majella
- Regionální park Sirente Velino
- Rezervace
  - Rezervace Abetina di Rosello
  - Rezervace Bosco di Don Venanzio
  - Rezervace Calanchi di Atri
  - Rezervace Cascate del Verde
  - Rezervace Castel Cerreto
  - Rezervace Gole del Sagittario
  - Rezervace Gole di S. Venanzio
  - Rezervace Grotte di Pietrasecca
  - Rezervace Lago di Penne
  - Rezervace Lago di Serranella
  - Rezervace Lecceta di Torino di Sangro
  - Rezervace Monte Genzana e Alto Gizio
  - Rezervace Monte Salviano
  - Rezervace Pineta Dannunziana
  - Rezervace Punta Aderci
  - Rezervace Sorgenti del Fiume Pescara
  - Rezervace Zompo lo Schioppo
  - Rezervace Bosco di S. Antonio
  - Rezervace Gole del Salinello
  - Rezervace Majella Orientale
  - Rezervace Valle del Foro
  - Rezervace Valle dell'Orta
  - Rezervace Voltigno e Valle d'Angri
- Mokřina - Lago di Barrea

## Demografie

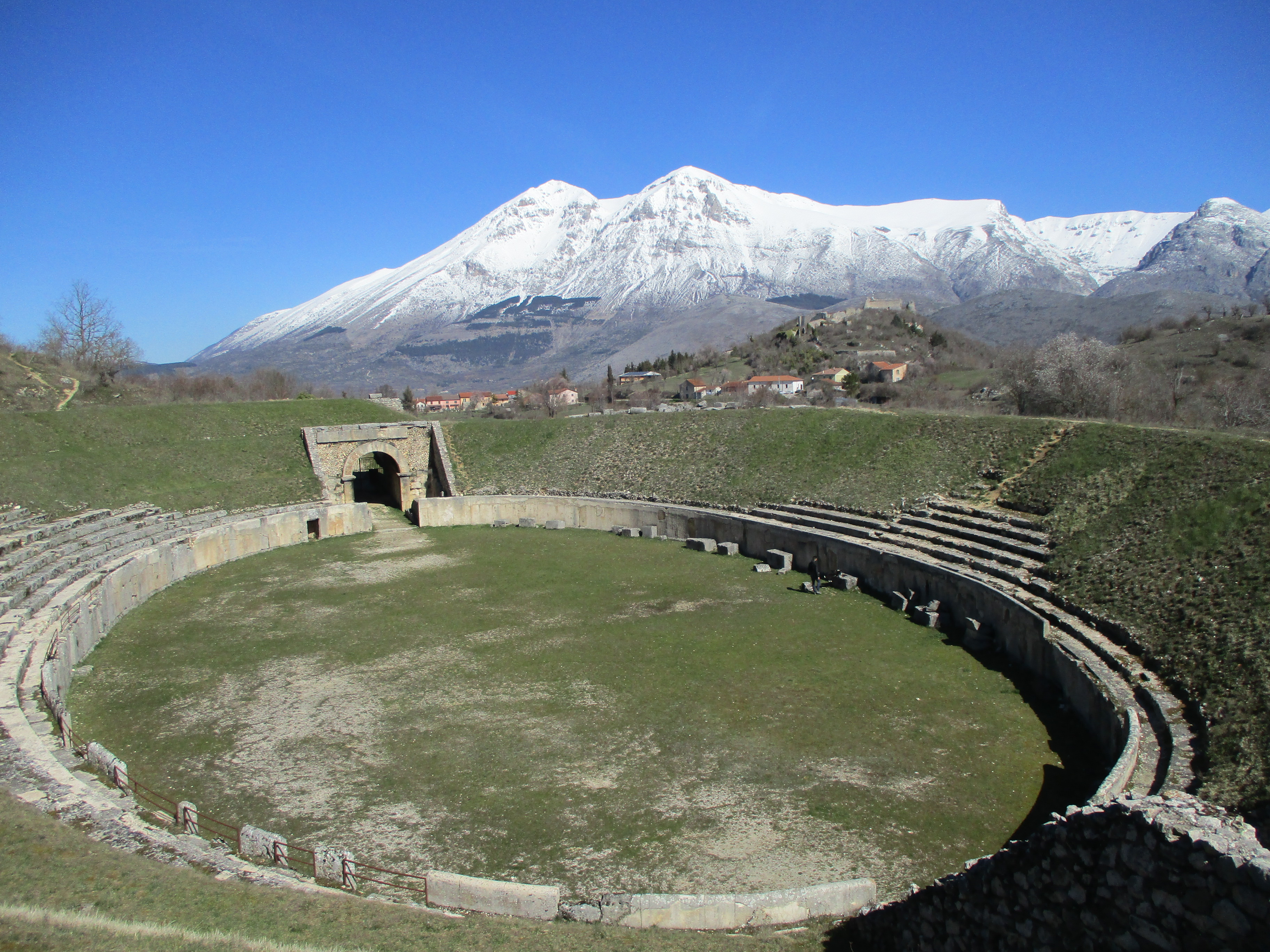
římský amfiteátr v Albě Fucens

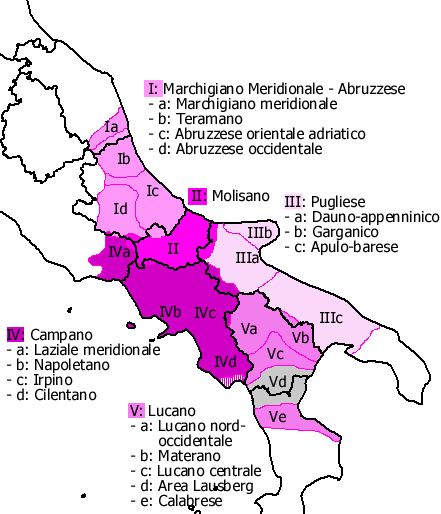
dialekty v Abruzii

Abruzzesi tak jsou v italštině nazýváni obyvatelé oblasti Abruzzo.
Mezi národy antické Itálie můžeme nalézt i předky dnešních obyvatel oblasti Abruzz, připomeňme Equi, Frentani, Marrucini, Marsi, Peligni, Pretuzi, Sanniti, a Vestini. Velká část těchto národů byla pod vládou antického Říma. Tyto malé národy se snažily bojovat o svá práva ve sdružení nazvaném Lega italica, které zahrnovalo i národy mimo území dnešního Abruzza. Toto je také první historická událost, ve které se poprvé užívá slova Itálie.
Tak jako všichni Italové, tak i Abruzzesi mluví především svým dialektem a až poté italsky. Abruzzský dialekt se nazývá l'Abruzzese a můžeme ho rozdělit na šest skupin:
- l'Ascolano – který se používá v oblasti okolo Val Vibrata na hranici provincií Teramo a Ascoli Piceno.
- l'Abruzzese adriatico – nejrozšířenější, používá se v provinciích Teramo, Pescara a Chieti.
- l'Aquilano – používán severně a západně od města Aquila.
- il Marsicano-Aquilano orientale – používá se v Marica a na východ od Aquila.
- il Peligno – používán v oblastech okolo Sulmona a na východ od Popoli.
- v četných oblastech, které nejsou turisticky navštěvované, se setkáváme s dalšími odlišnostmi v dialektech, které se značně liší od vesnice k vesnici.

Několik ukázek odlišnosti od italštiny:
- Hoch - italsky "ragazzo"(ragaco): - bardascio(bardašo) (při pobřeží), - quatrano/quatrale (kuatrano) (Aquila)
- Dítě - italsky "bambino": - frechino (frekíno) (Teramo), cìttolo(čitolo) (Pescara), quatranetto (kuatranetto) (Aquila)
- Hlava - italsky "testa": tipo capoccia (kapoča)(Marsica), coccia(koča) (zbytek Abruzza)

- Ukázka dialektu - přísloví

Slavní Abruzané:
- Z dob starého Říma: Publius Ovidius Naso - Gaio Sallustio Crispo - Gaio Asinio Pollione
- Kino a divadlo: Gianni Di Venanzo - Rocco Siffredi
- Literatura: Melchiorre Delfico - Benedetto Croce - Gabriele D'Annunzio - Gabriele Rossetti - Ignazio Silone - Ennio Flaiano
- Papežové: Celestýn V.- Inocenc VII.
- Sportovci: Rocky Mattioli - Danilo Di Luca - Massimo Oddo - Jarno Trulli
- Osobnosti s kořeny v Abruzzu: Rocky Marciano - Rocky Graziano - Madonna - John Fante - Michael Bublé - Perry Como - Dean Martin

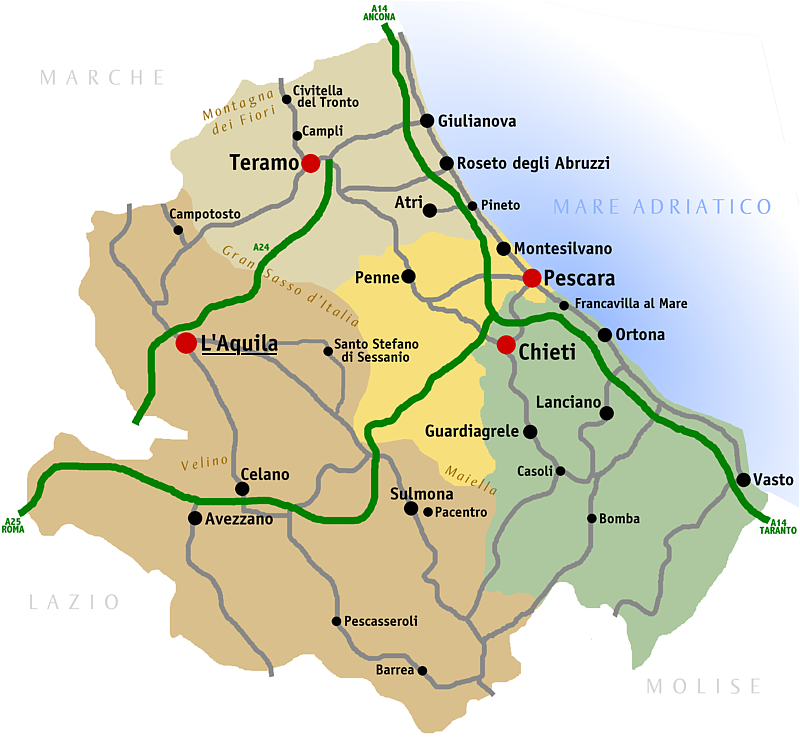
Provincie v Abruzzu

## Politika
V čele regionu stojí guvernér (Presidente), jenž je volen v přímé volbě na pětileté funkční období. Guvernér je zároveň hlavou regionální vlády (Giunta), jež se v současnosti skládá z osmi ministrů (Assessori). Nyní je guvernérem Marco Marsilio za stranu Bratři Itálie.
Legislativním sborem je Regionální zastupitelstvo (Consiglio Regionale), které má 31 členů a je voleno poměrným systémem. Volby probíhají společně s volbou guvernéra jednou za pět let. Jedno křeslo v zastupitelstvu je rezervováno pro guvernéra regionu.

### Výsledky posledních voleb do regionálního zastupitelstva (únor 2019)
|                      |                      |                    |                     |         |       |         |
| Koalice              | Koalice              | Strana             | Strana              | Hlasy   | Hlasy | Mandáty |
| Koalice              | Koalice              | Strana             | Strana              | Abs.    | %     | Mandáty |
|                      | CDX                  |                    | Liga severu         | 165 008 | 27.5  | 10      |
|                      | CDX                  | Forza Italia       | 54 223              | 9.0     | 3     |         |
|                      | CDX                  | Bratři Itálie      | 38 894              | 6.5     | 3     |         |
|                      | CDX                  | Politická akce     | 19 446              | 3.2     | 2     |         |
|                      | CDX                  | Unie středu        | 17 308              | 2.9     | 1     |         |
| Středopravice celkem | Středopravice celkem | 294 879            | 49.2                | 18      |       |         |
|                      | CSX                  |                    | Demokratická strana | 66 796  | 11.1  | 3       |
|                      | CSX                  | Legnini guvernérem | 33 277              | 5.6     | 2     |         |
|                      | CSX                  | Abruzzo společně   | 23 168              | 3.9     | 1     |         |
|                      | CSX                  | Ostatní strany     | 60 416              | 10.1    | 0     |         |
| Středolevice celkem  | Středolevice celkem  | 183 630            | 30.6                | 6       |       |         |
|                      | Hnutí pěti hvězd     | Hnutí pěti hvězd   | Hnutí pěti hvězd    | 118 273 | 19.7  | 7       |
|                      | CasaPound            | CasaPound          | CasaPound           | 2 560   | 0.4   | 0       |
| Celkem               | Celkem               | Celkem             | Celkem              | 599 356 | 100   | 31      |

## Administrativní dělení
Abruzzo je od roku 1964 samostatnou oblasti. Předtím bylo spolu s Molise, v oblasti Abruzzo-Molise.
Provincie a obce v Abruzzu:
- Provincie L'Aquila (108)
- Provincie Chieti (104)
- Provincie Pescara (46)
- Provincie Teramo (47)

## Turismus - hlavní centra regionu

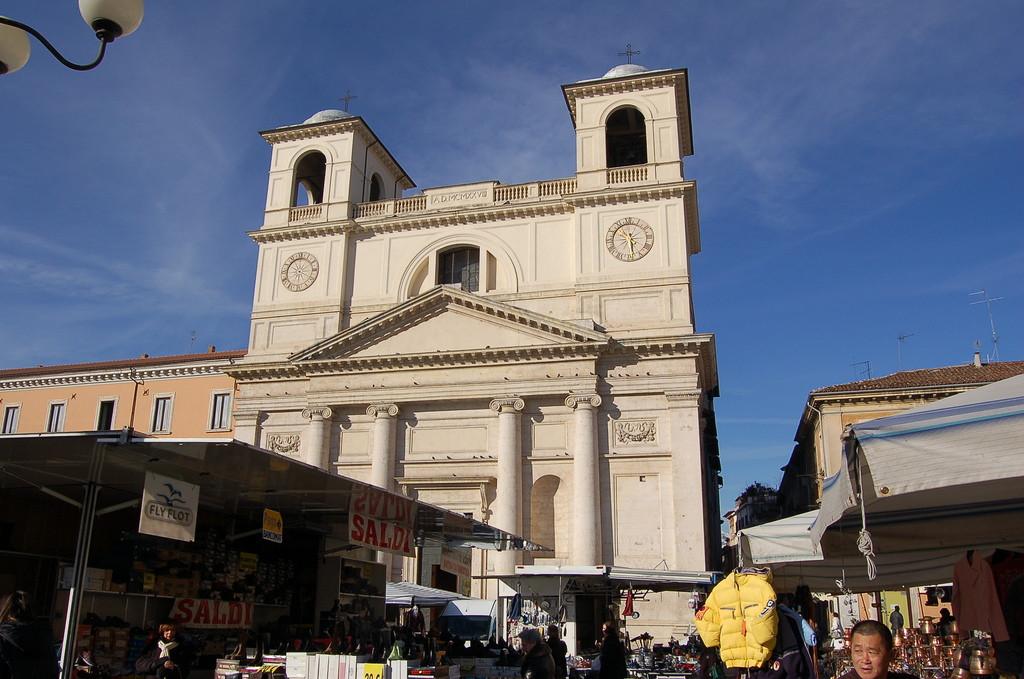
L'Aquila

Pescara

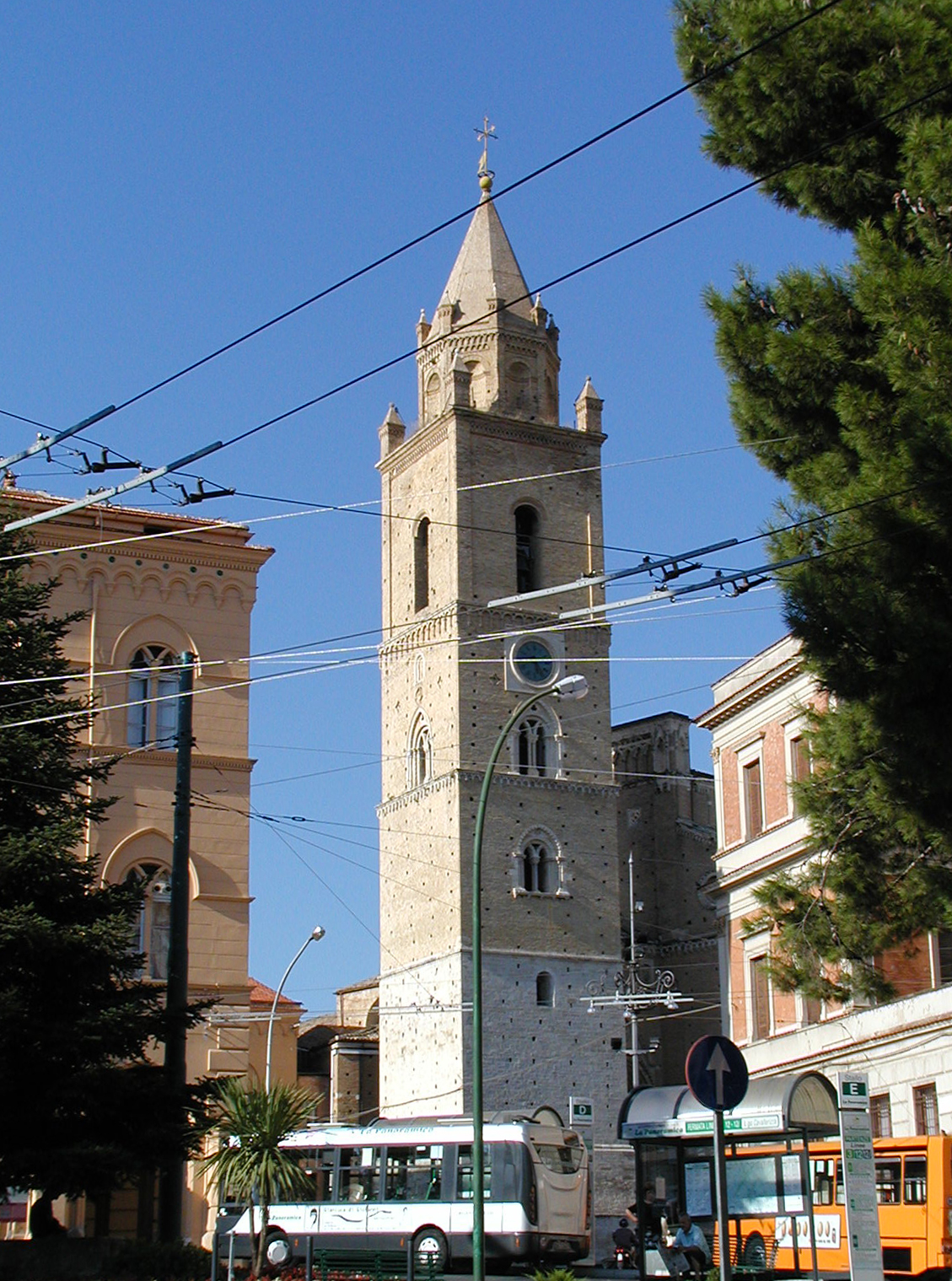
Chieti

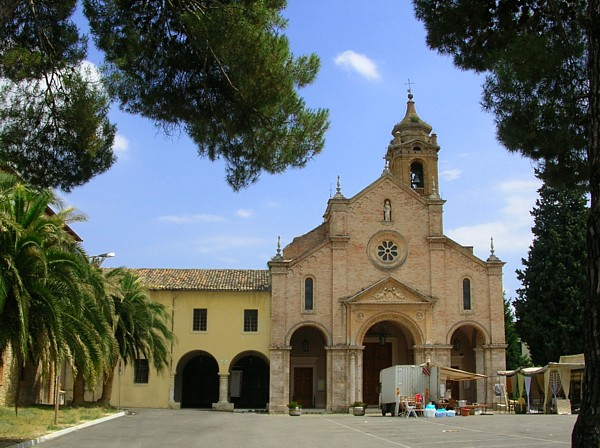
Teramo

- L'Aquila
- Pescara
- Chieti
- Sulmona
- Lanciano
- Atri
- Loreto Aprutino
- Pacentro
- Alba Fucens
- Teramo

## Doprava

### Letiště
- Pescara
- Preturo

### Železnice
Železniční tratě:
- Železniční trať Adriatica (lemuje pobřeží Jaderského moře)
- Železniční trať Pescara - Avezzano - Řím
- Železniční trať Sulmona - Castel di Sangro - Carpinone
- Železniční trať Sulmona - L'Aquila - Rieti -Terni
- Železniční trať Sangritana (Lanciano - Castel di Sangro)
- Železniční trať Teramo-Giulianova

### Dálnice a silnice
- Autostrada A14 Bologna - Taranto
- Autostrada A24 Řím - L'Aquila - Teramo
- Autostrada A25 Torano - Avezzano - Pescara
- SS 5 Řím - Avezzano - Pescara
- SS 17 Antrodoco - Foggia
- SS 16 Adriatica - Otranto - Padova
- SS 80 z Gran Sasso d'Italia ( z SS 16 Adriatica až do L'Aquila)
- SS 652 Fondovalle Sangro, Fossacesia - Cerro al Volturno

### Cyklistické stezky
- Corridoio Verde Adriatico - cyklistická stezka lemuje pobřeží jaderského moře a spojuje město Ravenna s městem Santa Maria di Leuca, celková délka je 1000 km

## Vzdělávání

### Univerzity
- Università Gabriele d'Annunzio
- Università degli studi dell'Aquila
- Università degli studi di Teramo

## Sport
Abruzzo se svými horami nabízí špičková lyžařská střediska, na kterých jezdily i takové hvězdy jako Alberto Tomba a Deborah Compagnoni. Na sjezdovkách Roccaraso, Pescocostanzo a Rivisondoli, se konalo finále Evropského poháru v alpském lyžování v letech 2005 a 2006. Další sjezdovky jsouOvindoli, Campo Felice, Prati di Tivo Prato Selva, Gran Sasso, Monte Piselli, Passolanciano a Campo di Giove v Majella, a Pescasseroli a další menší střediska.
Pescara (společně s celým regionem) hostila Hry středozemí v roce 2009.
Fotbal je základním sportem celého regionu a je tu spoustu mužstev, která získala titul v sérii C1 a C2 a představila se tak v sérii A jako klub Pescara Calcio v sezóně 2012/2013. Nejúspěšnějším klubem je Castel di Sangro Calcio z města s 5000 obyvateli, který v letech byl v sérii B od roku 1996 až do 1998.
L'Aquila Rugby získala italský titul v letech 1967, 1969, 1981, 1982 a 1994 a je součástí Super 10, nejvyšší soutěže.
Cus d'Annunzio, tým vodního póla z Pescary, se stal mistrem Itálie v letech 1987, 1997, 1998, a titul mistra Evropy 1987.
Další sporty rozšířené v tomto regionu jsou basketbal, s týmy Roseto Basket a Navigo.it Teramo, které hrají nejvyšší soutěž.
V Teramu se organizuje Coppa Interamnia, turnaj ve volejbalu.
L'Aquila má také bohatou tradici v rychlobruslení. V září 2004 L'Aquila hostila Mistrovství světa v rychlobruslení na kolečkových bruslích.